# 燕尾服

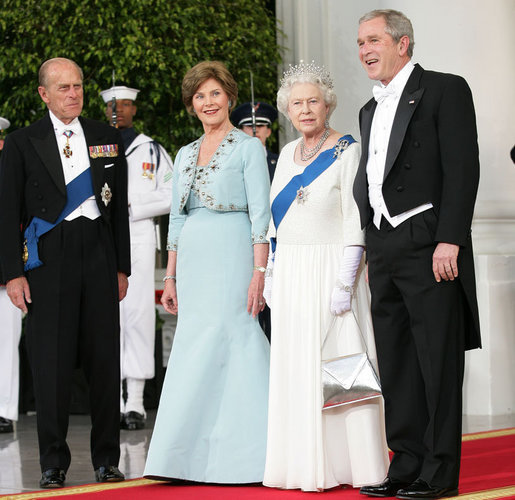
ホワイトハウスに於けるエリザベス女王夫妻を迎えての公式晩餐会。ドレスコードはホワイトタイであり、ブッシュ元大統領とエディンバラ公は燕尾服を着用している。

燕尾服（えんびふく、英: Tailcoat）は、男性の夜間の礼服。裾が燕の尾のようなのでそう呼ばれる。英語では、18世紀末から19世紀初頭のフロック（Frock）も含めて“Tailcoat”と呼ばれるため、19世紀中半以降の正装である燕尾服のみを指す場合は“Evening”が付けられ、“Evening Tailcoat”とも呼ばれる。
燕尾服を中心に構成される服装（ドレスコード）は白い蝶ネクタイを用いることから、ホワイトタイ（White tie）と呼ばれ、現在では最上級の礼服とされている。なお、女性の礼服で燕尾服に対応するのはロングイブニングドレスである。
戦前日本の服制について定めた「明治5年太政官布告第339号」 (大礼服及通常礼服ヲ定メ衣冠ヲ祭服ト為ス等ノ件)ではこの服装が「通常礼服」とされており、この時代の記述に於ける「（文官等の）通常礼服」は燕尾服を指す。また、男子通常礼服は小礼服とも呼ばれ、大礼服が制定されていない下級官吏や民間人の最上級正装とされていた。
宮中では朝見の儀などの昼間に行われる行事でも着用される。

## 来歴

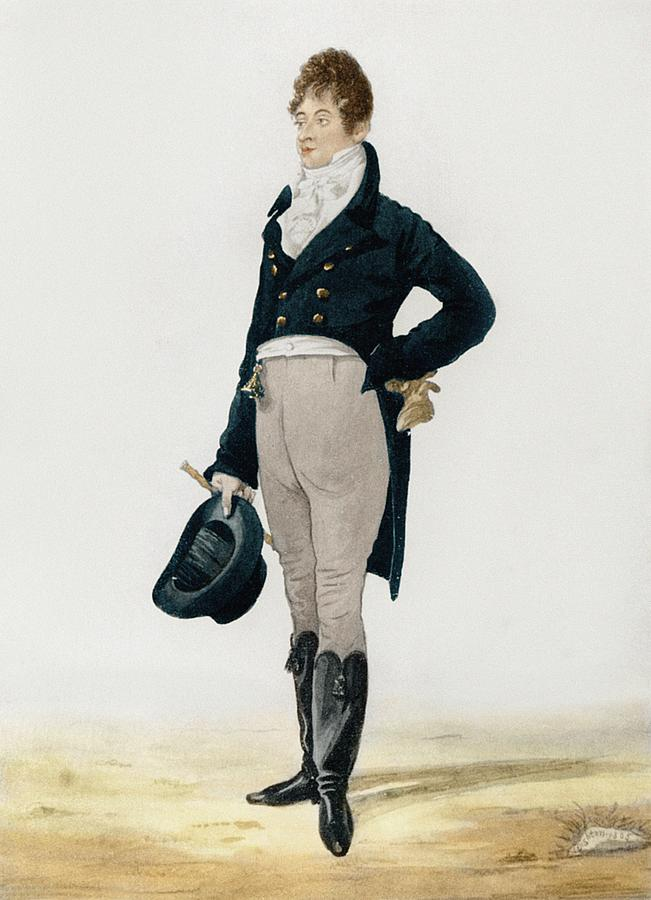
“洒落者”で知られ、今日に通ずるテールコートの着こなしを考案し、それを流行させたと言われている、ボー・ブランメル。1805年頃の肖像で、黒のフロックを着ている。

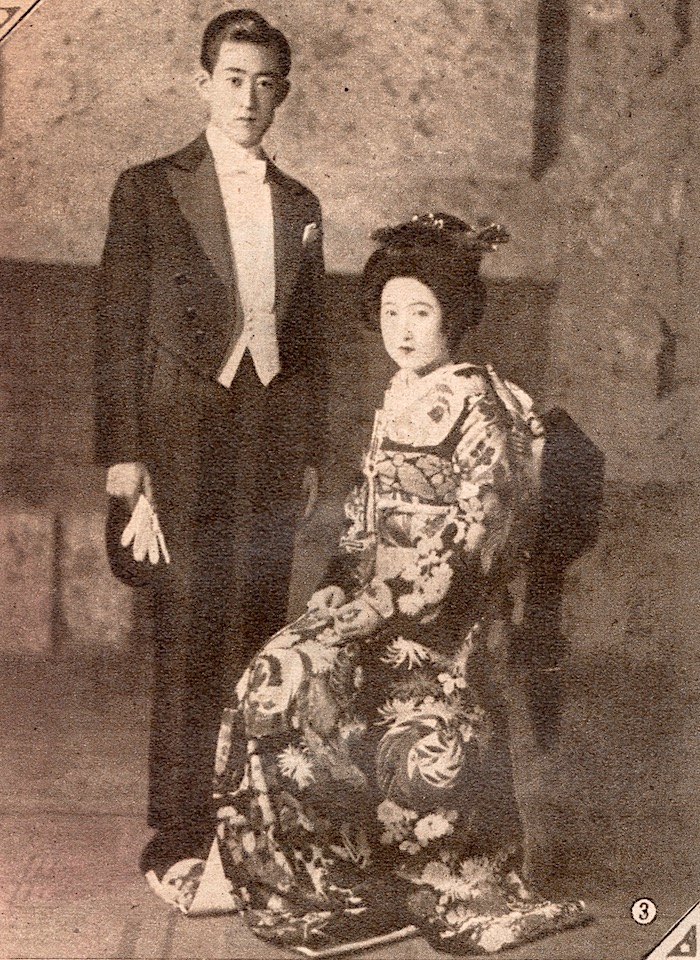
1938年、結婚式で燕尾服を着る日本の華族

18世紀、革命前夜のフランスでは自然主義の影響でイギリスの乗馬服が流行していた。その一つに長いコートの前裾が直角に切り取られ、後裾だけが長い上着があった。裾が割れているのは、乗馬の際に鞍の上でもたつかないためであり、今日でも馬場馬術の上級競技では、燕尾服とトップハット（シルクハット）の着用が規定づけられている。
この上着は“上っ張り”を意味するフロック（英；frock、仏；frac）と呼ばれた。フロックと呼ばれる衣服には様々なものがあり、中世の農民や修道士の上着もそう呼ばれるが、別物である。また今日では、ドイツの軍服に由来する前裾がカットされていない上着がフロックコートと呼ばれているため、当時の記述が誤って解釈されるケースが見られる。例えば、ニコラス・ボイルが著書Goethe: The Poet and the Age: Volume I: The Poetry of Desireにおいて、ゲーテの小説「若きウェルテルの悩み」の主人公ウェルテルの服装と、その影響を受けて当時流行したファッションの上着を“フロックコート”としているが、フロック（テールコート）の誤りであると指摘されている。乗馬服のフロックはヨーロッパ各国にも広がり、イギリスでも普段着として着られるようになり、テールコート（Tailcoat）とも呼ばれるようになった。この頃のテールコートはダブルブレストで前が閉じられるようになっていたが、やがて閉じられないような仕立てになっていった。現在の燕尾服の両胸部分にあるボタン配列はその名残である。
19世紀のイギリスでは、紳士服には黒が流行していた。これには、産業革命によって工場が増え、その煤煙が服にかかるため、それが目立たない黒が好まれたという面もある。そして、19世紀中頃までは様々な色のテールコートが夜会服として認められていたが、黒が男性用の正式な服装とされるようになった。
第二次世界大戦後はヨーロッパの宮廷でも、最上級正装であったコートユニフォーム（日本の大礼服に相当する宮廷服）が着用されることは少なくなり、ホワイトタイが最上級の礼装として、公式の晩餐会、王族等の格式高い結婚式や披露宴、或いはそれに準じる舞踏会、音楽会、着席型のパーティーなどで使われている。また、オーケストラ等の指揮者、演奏者が着用するほか、社交ダンス大会などで使われることも多い。しかし、近年ではタキシードに活躍の場を奪われつつある。
欧米では、昼と夜の礼服が区別されている。欧米では晩餐会、夜会、舞踏会、演奏会、演劇、オペラ、バレエ、ミュージカルの夜の時間が日本に比べて遅く、平日でも勤務先から帰宅して軽く食事を済ませてシャワーを浴びて着替え、夜を楽しめる職住接近が出来ている都市空間であるが、日本の大都市のように通勤時間に１時間以上もかかり勤務先から直行する都市空間では、昼と夜を着替えて出席する事は帰宅の心配が不要の宮中晩餐会など親善・外交に出席する場合以外は難しい、とする見解もある。
以上のように特別な意味を持つ礼服であるため、フィクションであるように執事や使用人が常に身にまとっているということは無い。一方、ディズニーランドでゲストを歓迎するミッキーマウスが普段着ている衣装は燕尾服である。

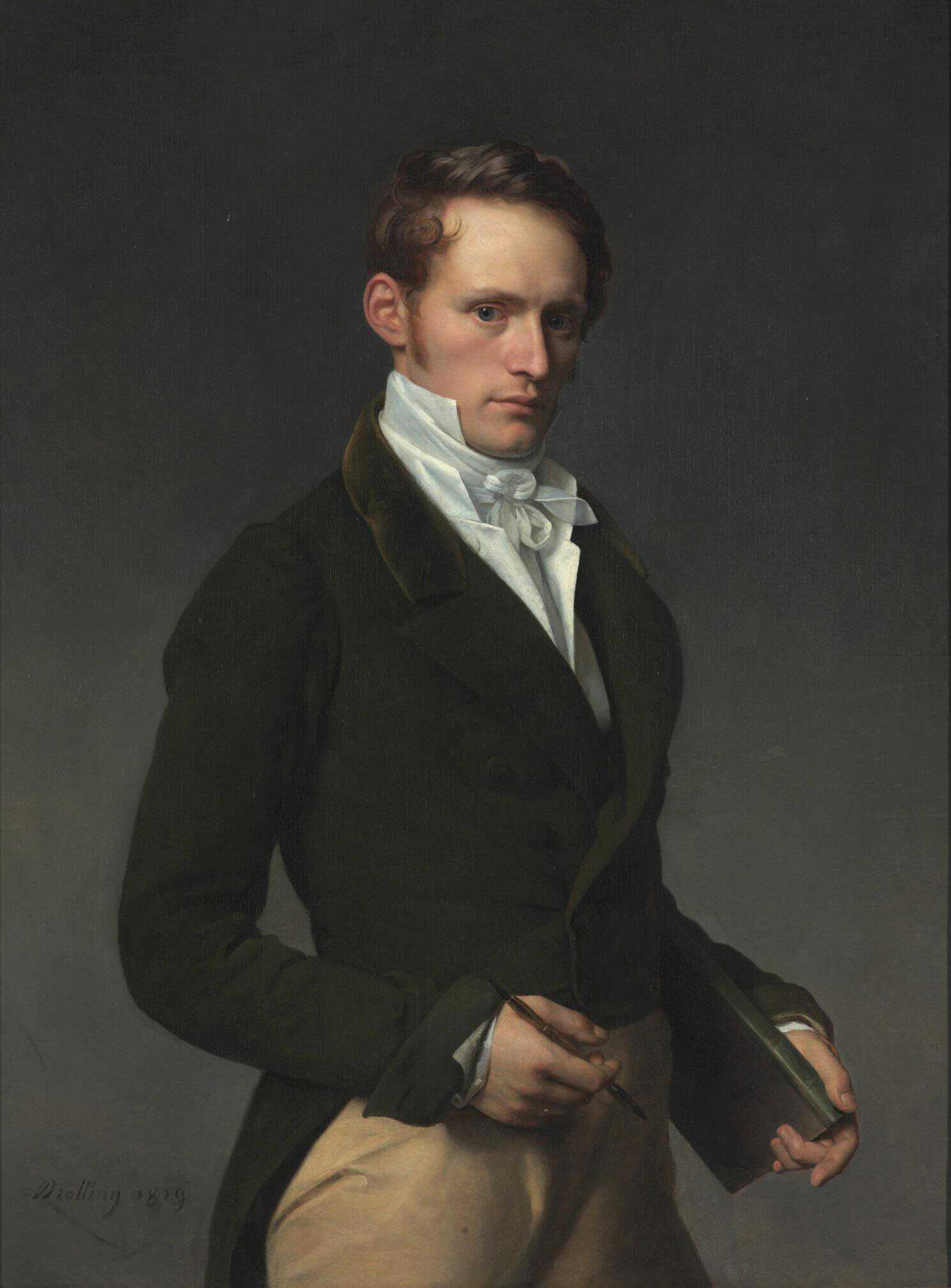
1819年頃のテールコート。
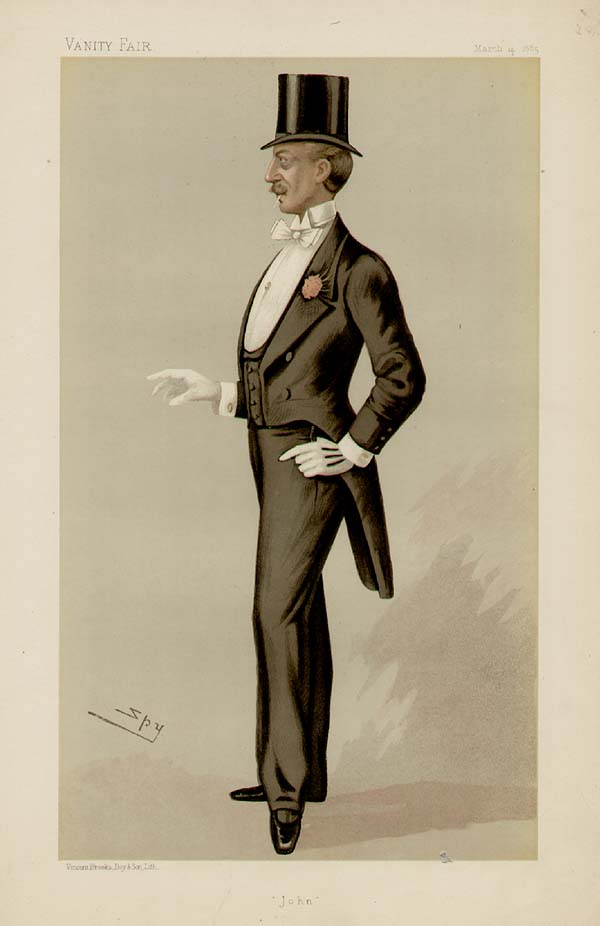
後裾が長いのが確認できる。
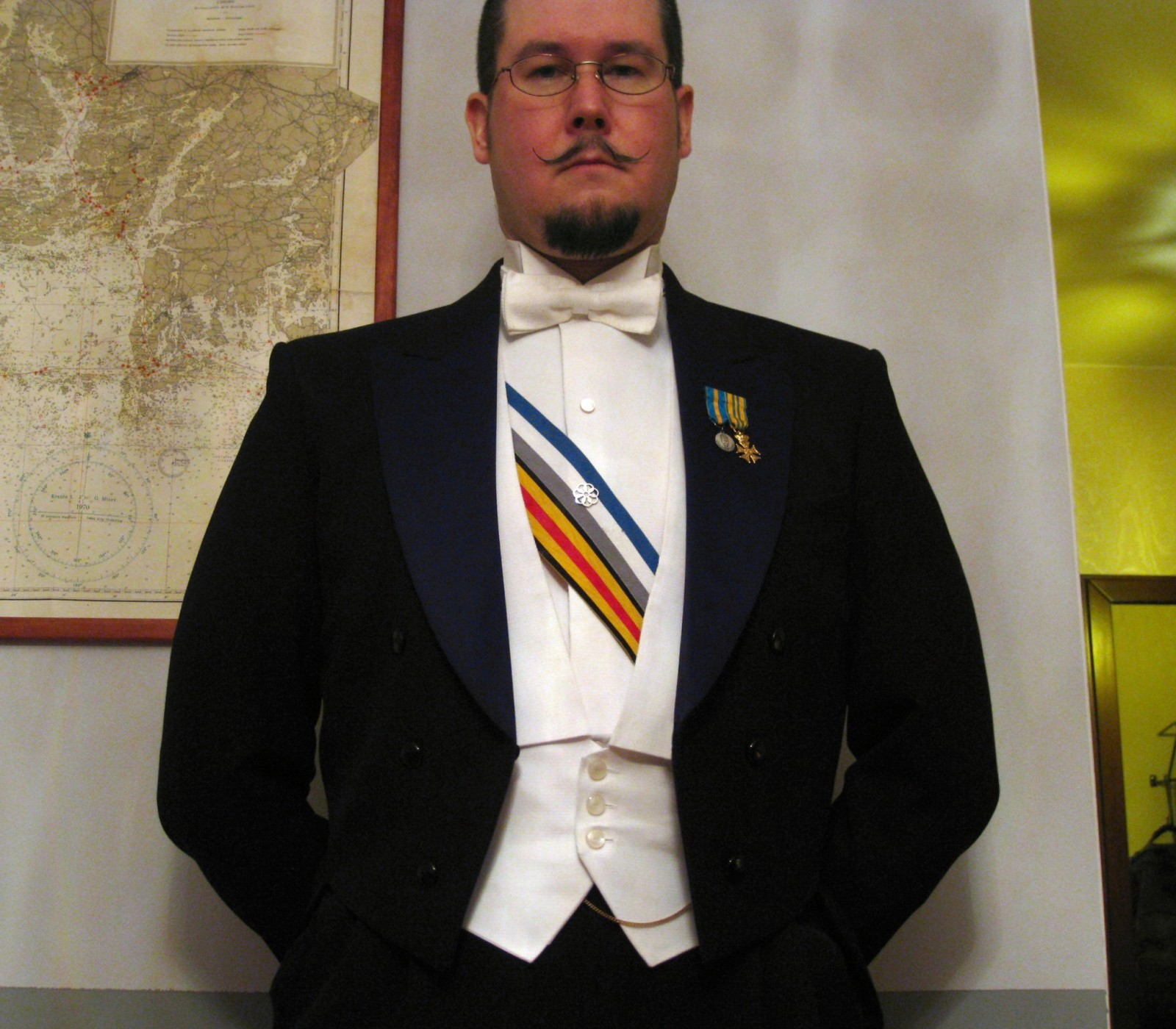
正面から見た燕尾服、白いウェストコートが確認できる。
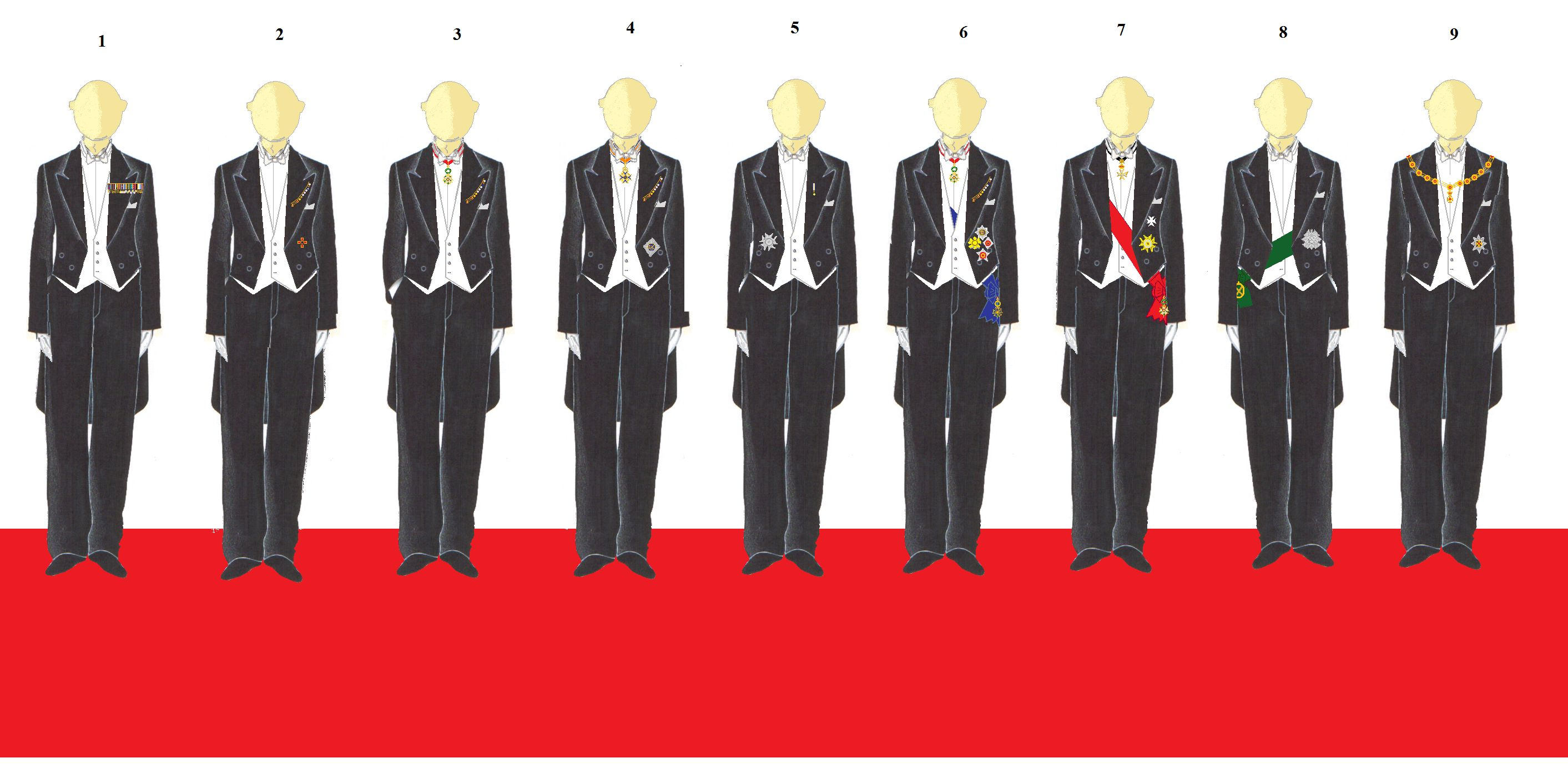
勲章を佩用した燕尾服。
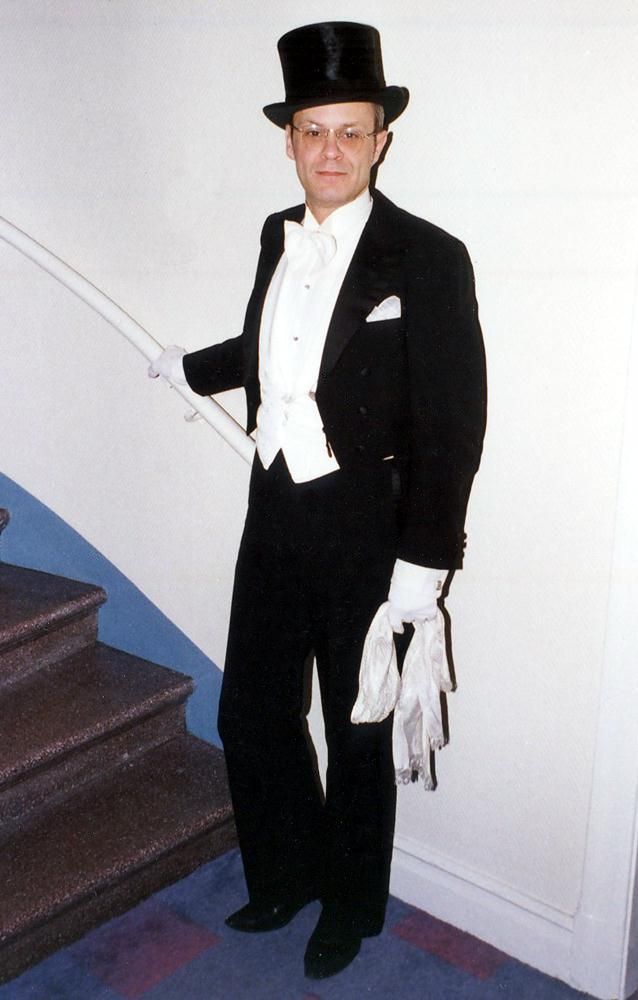

## 構成

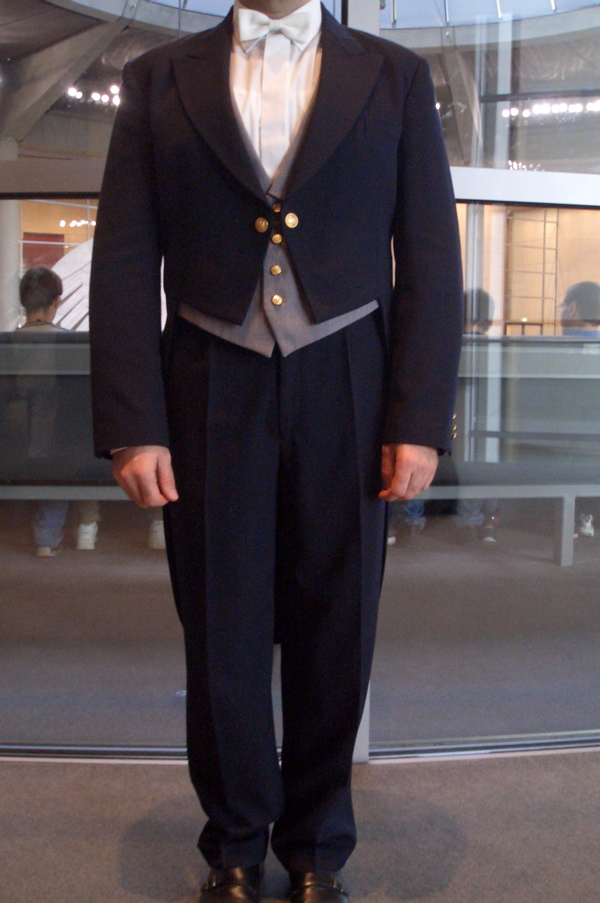
ブラス･ボタンの燕尾服。

女王陛下の仕立屋ハーディ・エイミスは、燕尾服は前閉じ以外200年間殆ど変わっておらず、「その血統は非の打ち所のないもの」であるから、その着こなしはむやみに変えるべきではないとし、その正統とすべき構成について以下のように述べている。
- ジャケット
  - 色は原則として黒だが、ミッドナイトブルーにすると夜の光ではより黒く見え、よく映える。襟は拝絹地付きのピークドラペルで、うねりのあるシルクよりサテンの方がよく映える。前あわせはウエスト部分でほぼ水平にカットされ、後部は腰を覆い燕の尾状にテールが伸びる。前ボタンはかけずに着用する。ブラス・ボタンは宮廷の従僕と間違えられるので、一般人は慎むべし。
- シャツ
  - 白無地でイカ胸シャツのウィングカラー。カラーは糊を効かせること。前立てはスタッドボタンで留める。袖口は両穴（テニス）カフス。首の後ろにタイを通すループを付けることが推奨される。
- カラーステイ
  - ワイシャツの襟の後側の穴に入れる。プラスチック製と金属製がある。
- ウェストコート
  - 　白。
- タイ
  - 白以外は邪道である。
- ポケットチーフ
  - 色ものが好ましい。「白は人生に白旗を揚げているようなもの」（とあるが、各国の公式行事の写真等で色物のチーフを用いている例などほぼ確認できない）
- 革靴
  - 黒のエナメルにするべき。真鍮のバックル付きはよくない。
- 靴下
  - ふくらはぎを覆う長さの黒のシルクにするべき。これはボトムスがブリーチ（半ズボン）だった頃の名残である。赤や紫を履く蛮勇は尊敬に値する。
- マフラー
  - 白の絹。セレブは寒くても付けない。
- 帽子
  - 黒のシルクハット。
- 時計
  - 懐中時計にすべき。腕時計はエレガントではない。礼装用の懐中時計を持っていない男が腕時計をウェストコートに入れていた例も紹介されているが、エイミスはこのことについて可とも不可とも述べていない。

### 通例
また、上記のエイミスの概説とは別に、今日の着用例に、正装・礼装の観点から補筆を加えた構成を以下に示す。燕尾服は、上着だけで「燕尾服」となるのではなく、ルールに則った物や色で構成されて、はじめて燕尾服、即ちテイルコート、ホワイトタイのドレスコードで呼ばれる。エイミスが示した例とは一部競合するが、基本的には黒・白・銀を基調とし、勲章その他の装飾品でなければ、色ものは用いないのが原則である。
- ジャケット
  - 色は濃い黒で、襟は光沢のあるピークドラペル。濃紺のもの使用例は少ないが存在し、正式なものと認められる。
- スラックス
  - ジャケットと同じ色のスラックスで、側章のついたもの。側章は基本的には2本だが1本(本来はタキシード用)の物でもよい。裾はシングルで後ろを長めにカットしたモーニングカット。イギリスでは短いウェストコートに対応したハイウェストのズボンを用いる例もある。
- シャツ
  - 白無地でイカ胸シャツのウィングカラーでスタッドボタンで留める。首の後ろにタイを通すループのあるもの。ヒダのあるシャツはタキシード用であって燕尾服には基本的には用いない。イカ胸なのは、上着に付ける勲章の重みに耐えうるシャツだからである。通常の生地でも代用はできる。
- ウェストコート
  - 　襟付きで、胸元が広く開いたダブルもしくはシングルの白のピケ織り。ボタンは全てかける。近年では社交ダンス用の簡易的なもの用いられている。正式ではないが、オーケストラの指揮者、演奏家の中にはカマーバンドを用いている者も見られる。
- タイ
  - 白の蝶ネクタイ。ウェストコートと共生地が望ましいが、シルク等でもよい。「ホワイトタイ」の名が示す通り、白以外の蝶タイは絶対に用いない。
- カフリンクス
  - 白真珠または白蝶貝で、台座はシルバーかグレー。台座が金の物や、チェーン式、紐式、ゴム・布・プラスチック製は用いない。
- スタッドボタン
  - カフスに準ずる。
- ドレスグローブ
  - 白の綿または革の手袋で、甲の部分に三つ山のピンタックがあるものがよい。手に持っているだけでよい。
- サスペンダー
  - 白無地のものを用いる。ベルトを使うことは許されない。クリップ式(金具式)と釦止め式があるが、釦留め式の方が若干フォーマルである。X型（背中で交差したもの）とY型（一本が背中途中から枝分かれしているもの）があるが、型はどちらでも良い。
- ポケットチーフ
  - 白の絹または綿や麻のチーフをスリーピークスで用いる。折り方を変えたり、色物でも問題はないが、正式ではない。
- 革靴
  - 黒エナメルのパンプス、もしくは内羽根式のプレーントウ。本来は用いないが、オペラパンプスでも代用できる。
- 靴下
  - 黒のもの。短すぎるもの、透けるほど薄手のものは避けるのが望ましい。
- 時計
  - 銀やプラチナのチェーンのついた懐中時計を用いる。金でも良いとする資料もある[10]。腕時計は絶対につけない。
- 杖
  - 黒檀等の黒系統の棒に純銀や象牙の握りのついたもの。

### 通例2
文化出版局の服飾辞典のスワローテールドコート{swallow tailed coat}の説明による。
- ジャケット
  - 前部はウエストまでの長さ、後部は膝丈あたりまで垂れ、裾が2つに割れている。色は黒またはミッドナイトブルー。素材はカシミア、ドスキン、ドレスウーステッド、襟はピークドラペル。
- スラックス
  - 脇縫い目に2本のブレードがついたもので、足の甲にたるみができる長さにはく。
- ウェストコート
  - 白のピケか絹でシングルブレスト、またはダブルブレスト。
- シャツ
  - イカ胸と呼ばれる胸の部分をかたく糊付けしたもので、コートの袖口よりカフスが2センチほど見え、後ろ襟からもカラーが見えるように着る。襟は襟先が折れた立ち襟。
- タイ
  - 白。
- 手袋
  - 白いキッドかモカ
- ポケットチーフ
  - 白。
- 革靴
  - 黒で、エナメルでオックスフォード型（はと目のあるひも締めの型）か、パンプス型
- 靴下
  - 黒の長いウールや合繊。
- 帽子
  - シルクハット

## 参考資料
- 辻元 よしふみ,辻元 玲子『スーツ=軍服!?―スーツ・ファッションはミリタリー・ファッションの末裔だった!!』彩流社、2008年3月。ISBN 978-4-7791-1305-5。
- 佐々井 啓、水谷 由美子ほか 著、佐々井 啓 編『ファッションの歴史―西洋服飾史 (シリーズ「生活科学」)』朝倉書店、2003年4月。ISBN 978-4-254-60598-3。
- ハーディ・エイミス 著、森 秀樹 訳『ハーディ・エイミスのイギリスの紳士服』大修館書店、1997年3月。ISBN 978-4-469-24399-4。
- ブランシュ・ペイン 著、古賀敬子 訳『ファッションの歴史 : 西洋中世から19世紀まで』八坂書房、2006年10月。ISBN 978-4-89694-880-6。